# Meridiano 9 oeste
El meridiano 9 oeste de Greenwich es una línea de longitud que se extiende desde el Polo Norte atravesando el Océano Ártico, el Océano Atlántico, Europa, África, el Océano Antártico y la Antártida hasta el Polo Sur.
El meridiano 9 oeste forma un gran círculo con el meridiano 171 este.
Comenzando en el Polo Norte y dirigiéndose hacia el Polo Sur, este meridiano atraviesa:
| Coordenadas                     | País, territorio o mar | Notas                                                |
| ------------------------------- | ---------------------- | ---------------------------------------------------- |
| 90°0′N 9°0′O / 90.000, -9.000   | Océano Ártico          | Mar de Groenlandia                                   |
| 82°8′N 9°0′O / 82.133, -9.000   | Océano Atlántico       | Mar de Groenlandia                                   |
| 70°52′N 9°0′O / 70.867, -9.000  | Noruega                | Isla de Jan Mayen                                    |
| 70°49′N 9°0′O / 70.817, -9.000  | Océano Atlántico       |                                                      |
| 54°18′N 9°0′O / 54.300, -9.000  | Irlanda                |                                                      |
| 51°34′N 9°0′O / 51.567, -9.000  | Océano Atlántico       |                                                      |
| 43°14′N 9°0′O / 43.233, -9.000  | España                 | Tierra firme e Isla de Sálvora                       |
| 42°28′N 9°0′O / 42.467, -9.000  | Océano Atlántico       |                                                      |
| 39°48′N 9°0′O / 39.800, -9.000  | Portugal               | Pasa justo al este de Lisboa                         |
| 38°27′N 9°0′O / 38.450, -9.000  | Océano Atlántico       | Pasa justo al oeste de Cabo de San Vicente, Portugal |
| 32°47′N 9°0′O / 32.783, -9.000  | Marruecos              |                                                      |
| 27°40′N 9°0′O / 27.667, -9.000  | Sáhara Occidental      | Reclamado por Marruecos                              |
| 26°0′N 9°0′O / 26.000, -9.000   | Mauritania             |                                                      |
| 15°30′N 9°0′O / 15.500, -9.000  | Mali                   |                                                      |
| 12°22′N 9°0′O / 12.367, -9.000  | Guinea                 |                                                      |
| 7°14′N 9°0′O / 7.233, -9.000    | Liberia                |                                                      |
| 4°58′N 9°0′O / 4.967, -9.000    | Océano Atlántico       |                                                      |
| 60°0′S 9°0′O / -60.000, -9.000  | Océano Antártico       |                                                      |
| 70°27′S 9°0′O / -70.450, -9.000 | Antártida              | Tierra de la Reina Maud, reclamado por Noruega       |